# Mattias Bäckman
Mattias Jonas Bäckman, född 3 oktober 1992 i Linköping, är en svensk professionell ishockeyspelare som spelar för Frisk Asker i EHL. Bäckman gjorde seniordebut med Linköping HC i SHL (dåvarande Elitserien) under säsongen 2009/10. Vid NHL-draften 2011 valdes han i den femte rundan, som nummer 146 totalt av Detroit Red Wings. Sommaren 2013 skrev han ett treårskontrakt med Red Wings, men blev under den efterföljande säsongen utlånad till Linköping. Bäckman gjorde sin första säsong i Nordamerika 2014/15, men fick tillbringa den med Detroits farmarlag Grand Rapids Griffins i AHL. Han avbröt säsongen med Griffins i december 2014 och återvände till Linköping.
2015/16 gjorde han sin första hela säsong i AHL, denna gång med Texas Stars, efter att Dallas Stars bytt till sig rättigheterna för Bäckman. Den efterföljande säsongen representerade han både Texas Stars och Hershey Bears i AHL. Inför säsongen 2017/18 återvände Bäckman till Europa för spel med schweiziska EHC Kloten. Säsongen därpå återvände han till moderklubben Linköping HC. De följande fyra säsongerna spelade Bäckman endast sporadiskt på grund av skadeproblem. Säsongen 2022/23 spelade han inte alls men gjorde comeback den efterföljande säsongen i finska Tappara i Liiga, innan han i december 2023 anslöt till norska Frisk Asker.
2012 vann Bäckman guld med Juniorkronorna då JVM avgjordes i Kanada. Senare samma år gjorde han debut i Tre Kronor.

## Karriär

### Klubblagskarriär

#### 2009–2014: Juniorår och Linköping HC
Bäckman påbörjade sin ishockeykarriär i moderklubben Linköping HC. Efter flera år i klubbens juniorsektioner debuterade han i SHL säsongen 2009/10 då han var uttagen till fem matcher med Linköping HC. Under de tre första matcherna fick han dock inte någon speltid och gjorde riktig debut först i sin fjärde SHL-match, den 14 januari 2010. Tidigare samma månad, den 4 januari, skrev han ett treårskontrakt med Linköping. Den efterföljande säsongen tillbringade Bäckman till den större delen med Linköping J20. Totalt gjorde han sex framträdanden i SHL med klubbens seniorlag, utan att bokföras för några poäng. Under säsongens gång blev han också under två matcher utlånad till Mjölby HC i Hockeyettan där han noterades för ett mål och två assistpoäng.
Vid 2011 års NHL-draft valdes Bäckman av Detroit Red Wings i den femte rundan, som nummer 146 totalt. Den efterföljande säsongen, 2011/12, etablerade han sig i Linköpings A-lag och den 15 oktober 2011 gjorde han sin första poäng i SHL då han assisterade till ett mål i en match mot Brynäs IF. Den 28 november samma år gjorde han sitt första SHL-mål, på Joacim Eriksson, i en förlustmatch mot Skellefteå AIK. På 42 grundseriematcher noterades han för åtta poäng (ett mål, sju assist). För första gången sedan 2003 missade Linköping SM-slutspelet, varför han avslutade säsongen med LHC J20. Laget vann SM-guld och Bäckman blev slutspelets poängmässigt bästa back med åtta poäng på sex matcher.
2012/13 var Bäckmans första säsong som senior. Den 23 januari 2013 förlängde han sitt avtal med Linköping med ytterligare ett år. I grundserien var han lagets näst poängbästa back med 26 poäng på 52 matcher (2 mål, 24 assist). Laget slutade femma i grundserien och Bäckman spelade sin första slutspelsmatch den 13 mars 2013, mot HV71. Linköping vann kvartsfinalserien med 4–1, men slogs sedan ut av Skellefteå AIK med samma siffror i semifinalserien. På tio slutspelsmatcher noterades han för sex poäng (två mål, fyra assist).
I maj 2013 skrev han ett rookiekontrakt med Detroit Red Wings på tre år, men lånades ut till Linköping för fortsatt spel i SHL. Säsongen 2013/14 var Bäckman åter Linköpings näst bästa back poängmässigt. Poängproduktionen försämrades något och han stod för 21 poäng på 54 matcher (6 mål, 15 assist). Dessutom hade Bäckman bäst plus/minus-statistik i hela SHL (25). I SM-slutspelet slog Linköping ut både Modo Hockey och Frölunda HC innan man besegrades av Skellefteå AIK i semifinalserien. I slutspelet var Bäckman lagets poängmässigt bästa back då han noterades för sju assistpoäng på tio spelade matcher.

#### 2014–2018: AHL och Kloten Flyers

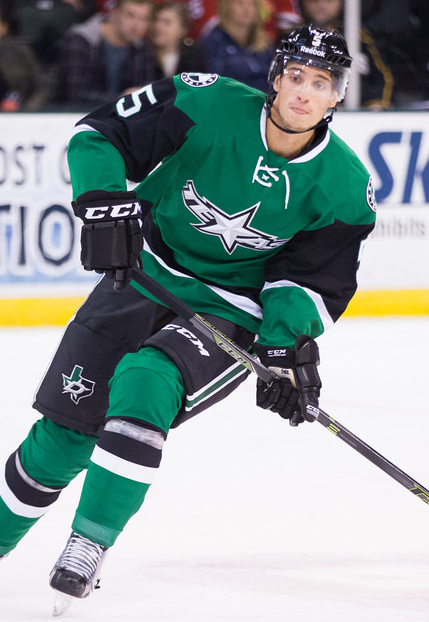
Bäckman med Texas Stars.

Efter Linköpings uttåg ur SM-slutspelet anslöt Bäckman till Detroit Red Wings farmarlag Grand Rapids Griffins i AHL där han på tolv matcher totalt stod för sex poäng. Han gjorde AHL-debut den 18 april 2014 i en match mot Lake Erie Monsters. Bäckman hann bara spela två grundseriematcher med laget innan man gick in i Calder Cup-slutspelet. Han gjorde sitt första AHL-mål, på Joni Ortio, den 25 april 2014 i en 2–1-seger mot Abbotsford Heat. Griffins slog ut Heat med 3–1 i matcher. I den efterföljande kvartsfinalserien mot Texas Stars föll laget sedan med 4–2 i matcher.
Säsongen 2014/15 inledde Bäckman med Griffins, men efter 18 matcher och totalt fyra poäng, meddelades det på julafton 2014 att Bäckman återvänt till Linköping HC. I grundserien stod Bäckman för 17 poäng på 25 matcher (4 mål, 13 assist). I SM-slutspelet slogs Linköping åter ut av Skellefteå AIK i semifinalserien. Den 1 mars 2015 bytte Red Wings bort rättigheterna till Bäckman och Mattias Janmark i utbyte mot Dallas Stars forward Erik Cole och ett val i NHL-draften 2015. Efter att Linköping blivit utslagna anslöt Bäckman till Stars farmarlag, Texas Stars. Han hann med att spela tre matcher för Stars innan säsongen tog slut då laget besegrades av Rockford Icehogs i slutspelet.
Säsongen 2015/2016 gjorde Bäckman sin första hela säsong i Nordamerika. På 69 matcher noterades han för 32 poäng (8 mål, 24 assist) och gjorde därmed sin poängmässigt bästa säsong i AHL dittills. Han hade också lagets bästa plus/minus-statistik i grundserien (+18). Likt föregående säsong åkte Stars ut i åttondelsfinalen i slutspelet då man besegrades av San Diego Gulls med 3–1 i matcher. I början av juni 2016 skrev Bäckman ett ettårskontrakt med Dallas Stars. Han misslyckades dock med att slå sig in Dallas trupp och blev i oktober 2016 tillbakaskickad till Texas Stars. I mars 2017 lånades Bäckman ut till seriekonkurrenten Hershey Bears, med vilka han tillbringade resten av säsongen. Han spelade dock endast fem matcher för laget och noterades för en assistpoäng.
Under sommaren 2017 stod det klart att Bäckman lämnat Nordamerika för spel med Kloten Flyers i Nationalliga A. Han gjorde debut i NLA den 8 september 2017 i en 0–3-förlust mot EHC Biel. Dagen därpå, i en match mot ZSC Lions, gjorde Bäckman sitt första mål i ligan, på Niklas Schlegel, då Flyers föll med 4–2. Kloten slutade sist i grundserien och Bäckman var poängmässigt lagets näst bästa back med tolv poäng på 41 matcher (tre mål, nio assist). I det efterföljande kvalspelet degraderades sedan laget till Nationalliga B, efter att ha huserat i NLA sedan 1962, i 55 år.

#### Från 2018: Återkomst till Europa och skadeproblem
Den 27 april 2018, meddelades det att Bäckman återvänt till Linköping HC då han skrivit ett treårsavtal med klubben. Under hösten 2018 spelade han 18 grundseriematcher för Linköping och noterades för sju poäng. Resten av säsongen fick Bäckman spolierad av en skada i höften. Efter att ha gjort comeback under försäsongen 2019/20 och även spelat säsongspremiären av SHL:s grundserie meddelades det att Bäckman åter skadat sig och skulle komma att missa en stor del av säsongen. I mitten av februari 2020 bekräftade både Bäckman och Linköpings general manager Niklas Persson att han inte skulle komma att spela mer under säsongen. Han missade därefter också den större delen av säsongen 2020/21, men gjorde slutligen comeback den 16 januari 2021. Totalt spelade han 17 grundseriematcher i slutet av säsongen och noterades för nio poäng, varav ett mål.
Den 27 maj 2021 bekräftades det att Bäckman skrivit ett nytt ettårskontrakt med Linköping HC. Han spelade sedan endast tre grundseriematcher av säsongen 2021/22 innan det den 7 december 2021 meddelades att han valt att pausa sin ishockeykarriär då hans skadeproblematik återkommit. Bäckman spelade inte en enda match under säsongen 2022/23.
Den 14 juli 2023 stod det klart att Bäckman återvänt till ishockeyn då han skrivit ett try out-avtal med den finska klubben Tappara i Liiga. Han spelade fem matcher för klubben innan han lämnade den i slutet av oktober samma år. Den 5 december 2023 bekräftades det att Bäckman skrivit ett avtal med den norska klubben Frisk Asker i EHL för återstoden av säsongen. I grundserien noterades han för tio poäng på tolv matcher (varav ett mål). I det följande slutspelet slog laget ut Sparta Warriors i kvartsfinalserien med 4–1 i matcher, men föll därefter mot Storhamar med samma siffror. Den 19 juli 2024 bekräftades det att Bäckman förlängt sitt avtal med Frisk Asker med ytterligare ett år, trots bud från flera SHL-klubbar. Bäckman ådrog sig en skada i den tredje omgången av säsongen 2024/25; denna skada höll honom från spel i över två månaders tid. Han spelade totalt 23 grundseriematcher och noterades för 14 poäng, varav ett mål. Laget slutade tvåa i grundserien och i det följande slutspelet slogs man ut i semifinalserien av Stavanger Oilers med 4–0 i matcher. I slutspelet var Bäckman lagets poängmässigt bästa back och med sex assistpoäng vann han lagets interna assistliga.

### Landslagskarriär
Bäckman har representerat olika svenska ungdoms- och juniorlandslag. Han blev uttagen till den trupp som representerade Sverige under JVM i Kanada 2012. Sverige gick obesegrade genom gruppspelsrundan och slog sedan ut Finland med 3–2 efter straffläggning i semifinal. Finalen mot Ryssland var mållös efter full tid och avgjordes efter drygt tio minuter in i förlängningen då Mika Zibanejad gjorde 1–0. Sverige tog därmed sitt andra JVM-guld någonsin och på sex matcher stod Bäckman för tre assistpoäng.
Den 5 april 2012 gjorde han debut i Tre Kronor i en träningslandskamp mot Norge. I sin andra A-landskamp, i ett returmöte mot Norge dagen därpå, gjorde han sin första poäng i landslaget då han spelade fram till ett av målen i matchen som slutade med en 7–1-seger för Sverige.

## Statistik

### Klubbkarriär
|            |                               |                               |                               | Grundserie                    | Grundserie                    | Grundserie                    | Grundserie                    | Grundserie                    |                               | Slutspel                      | Slutspel                      | Slutspel                      | Slutspel                      | Slutspel                      |
| Säsong     | Klubb                         | Liga                          | Matcher                       | Mål                           | Assist                        | Poäng                         | Utv.                          | Matcher                       | Mål                           | Assist                        | Poäng                         | Utv.                          |                               |                               |
| ---------- | ----------------------------- | ----------------------------- | ----------------------------- | ----------------------------- | ----------------------------- | ----------------------------- | ----------------------------- | ----------------------------- | ----------------------------- | ----------------------------- | ----------------------------- | ----------------------------- | ----------------------------- | ----------------------------- |
| 2009–10    | Linköping HC                  | SHL                           | 5                             | 0                             | 0                             | 0                             | 2                             | —                             | —                             | —                             | —                             | —                             |                               |                               |
| 2010–11    | Linköping HC                  | SHL                           | 6                             | 0                             | 0                             | 0                             | 4                             | —                             | —                             | —                             | —                             | —                             |                               |                               |
| 2010–11    | Mjölby HC                     | Div. 1                        | 2                             | 1                             | 2                             | 3                             | 2                             | —                             | —                             | —                             | —                             | —                             |                               |                               |
| 2011–12    | Linköping HC                  | SHL                           | 42                            | 1                             | 7                             | 8                             | 14                            | —                             | —                             | —                             | —                             | —                             |                               |                               |
| 2012–13    | Linköping HC                  | SHL                           | 52                            | 2                             | 24                            | 26                            | 34                            | 10                            | 2                             | 4                             | 6                             | 4                             |                               |                               |
| 2013–14    | Linköping HC                  | SHL                           | 54                            | 6                             | 15                            | 21                            | 16                            | 13                            | 0                             | 7                             | 7                             | 6                             |                               |                               |
| 2013–14    | Grand Rapids Griffins         | AHL                           | 2                             | 0                             | 0                             | 0                             | 0                             | 10                            | 1                             | 5                             | 6                             | 2                             |                               |                               |
| 2014–15    | Grand Rapids Griffins         | AHL                           | 18                            | 0                             | 4                             | 4                             | 6                             | —                             | —                             | —                             | —                             | —                             |                               |                               |
| 2014–15    | Linköping HC                  | SHL                           | 25                            | 4                             | 13                            | 17                            | 4                             | 9                             | 0                             | 3                             | 3                             | 6                             |                               |                               |
| 2014–15    | Texas Stars                   | AHL                           | 1                             | 0                             | 0                             | 0                             | 0                             | 2                             | 0                             | 1                             | 1                             | 0                             |                               |                               |
| 2015–16    | Texas Stars                   | AHL                           | 69                            | 8                             | 24                            | 32                            | 34                            | 4                             | 0                             | 2                             | 2                             | 4                             |                               |                               |
| 2016–17    | Texas Stars                   | AHL                           | 41                            | 3                             | 8                             | 11                            | 24                            | —                             | —                             | —                             | —                             | —                             |                               |                               |
| 2016–17    | Hershey Bears                 | AHL                           | 5                             | 1                             | 1                             | 2                             | 2                             | —                             | —                             | —                             | —                             | —                             |                               |                               |
| 2017–18    | EHC Kloten                    | NL                            | 41                            | 3                             | 9                             | 12                            | 14                            | 10                            | 0                             | 2                             | 2                             | 12                            |                               |                               |
| 2018–19    | Linköping HC                  | SHL                           | 18                            | 2                             | 5                             | 7                             | 8                             | —                             | —                             | —                             | —                             | —                             |                               |                               |
| 2019–20    | Linköping HC                  | SHL                           | 1                             | 0                             | 0                             | 0                             | 0                             | —                             | —                             | —                             | —                             | —                             |                               |                               |
| 2020–21    | Linköping HC                  | SHL                           | 17                            | 1                             | 8                             | 9                             | 4                             | —                             | —                             | —                             | —                             | —                             |                               |                               |
| 2021–22    | Linköping HC                  | SHL                           | 3                             | 0                             | 1                             | 1                             | 6                             | —                             | —                             | —                             | —                             | —                             |                               |                               |
| 2022–23    | Spelade ej på grund av skada. | Spelade ej på grund av skada. | Spelade ej på grund av skada. | Spelade ej på grund av skada. | Spelade ej på grund av skada. | Spelade ej på grund av skada. | Spelade ej på grund av skada. | Spelade ej på grund av skada. | Spelade ej på grund av skada. | Spelade ej på grund av skada. | Spelade ej på grund av skada. | Spelade ej på grund av skada. | Spelade ej på grund av skada. | Spelade ej på grund av skada. |
| 2023–24    | Tappara                       | Liiga                         | 5                             | 0                             | 0                             | 0                             | 4                             | —                             | —                             | —                             | —                             | —                             |                               |                               |
| 2023–24    | Frisk Asker                   | EHL                           | 12                            | 1                             | 9                             | 10                            | 8                             | 9                             | 0                             | 5                             | 5                             | 6                             |                               |                               |
| 2024–25    | Frisk Asker                   | EHL                           | 23                            | 1                             | 13                            | 14                            | 0                             | 8                             | 0                             | 6                             | 6                             | 2                             |                               |                               |
| SHL totalt | SHL totalt                    | SHL totalt                    | 223                           | 16                            | 73                            | 89                            | 92                            | 32                            | 2                             | 14                            | 16                            | 16                            |                               |                               |
| AHL totalt | AHL totalt                    | AHL totalt                    | 136                           | 12                            | 37                            | 49                            | 66                            | 16                            | 1                             | 8                             | 9                             | 6                             |                               |                               |
| NLA totalt | NLA totalt                    | NLA totalt                    | 41                            | 3                             | 9                             | 12                            | 14                            | 10                            | 0                             | 2                             | 2                             | 12                            |                               |                               |
| EHL totalt | EHL totalt                    | EHL totalt                    | 35                            | 2                             | 22                            | 24                            | 8                             | 17                            | 0                             | 11                            | 11                            | 8                             |                               |                               |

### Internationellt
| År            | Lag           | Turnering     | Matcher | Mål | Assist | Poäng | Utv. |
| ------------- | ------------- | ------------- | ------- | --- | ------ | ----- | ---- |
| 2012          | Sverige       | JVM           | 6       | 0   | 3      | 3     | 4    |
| Junior totalt | Junior totalt | Junior totalt | 6       | 0   | 3      | 3     | 4    |